# Borrani (entreprise)
Pour les articles homonymes, voir Borrani.
Borrani, de son nom complet Ruote Borrani S.p.A., fondé en 1922 à Milan, est un fabricant de jantes automobiles italien, célèbre notamment pour avoir équipé de ses jantes à rayons de nombreuses automobiles de prestige telles que Ferrari, Lamborghini, Alfa Romeo, Maserati, Facel Vega ou encore Aston Martin.